# 슈테판왕 (베토벤)
《슈테판왕(독일어: König Stephan), 작품 번호 117》는 1811년에 루트비히 반 베토벤에 의해 쓰인 부수 음악이다.

## 개요
1808년에 오스트리아 황제 프란츠 1세는 헝가리 국내에 끓어오르던 국가주의적 감정을 잠재우고, 군주국인 오스트리아에 대한 헝가리의 충성을 기리기 위해 부다페스트에 대규모 극장 건립을 의뢰했다. 1811년에 극장의 개장에 즈음하여 베토벤은 아우구스투 폰 코체부가 쓴 두 개의 기념 희극 "슈테판왕"과 "아테네의 폐허"에 음악을 붙여달라는 의뢰를 받는다. 이때 그는 의사의 지시에 따라 테플리체에서 요양 중이었는데 솜씨 좋게 두 개의 부수 음악을 완성할 수 있었다.
이 부수 음악은 서곡과 아홉 개의 성악곡으로 이루어져 있으나, 오늘날에는 서곡 만으로 다루어지는 경우가 많으며, 전 곡의 연주는 잘 이루어지지 않고 있다. 슈테판왕이라는 인물은 서기 1000년에 헝가리 왕국을 건국한 이슈트반 1세를 말한다. 부제로는 "헝가리 최초의 선정자"가 있다. 다섯 번째 곡, 일곱 번째 곡, 여덟 번째 곡에서는 관현악 반주에 실어 이야기를 삽입하고 있는데, 이는 18세기 오스트리아의 오락으로는 흔히 볼 수 있는 형식이었다.
이 부수 음악에서 서곡은 1815년에 빈의 해슬링거 출판사를 통해 초판이 간행되었다. 나머지는 라이프치히의 브라이트코프 운트 헤르텔 출판사가 간행판 전집판의 완전판에서만 나타난다.

## 구성
본 작품은 1개의 서곡과 9개의 성악곡으로 구성되어 있다. 총 연주 소요시간은 37분 정도이다.
| 번호 | 음악                                                                      | 속도, 발상 지정               | 조성       | 박자 |
| ---- | ------------------------------------------------------------------------- | ----------------------------- | ---------- | ---- |
| -    | 서곡                                                                      | Andante con moto - Presto     | 내림마장조 | 2/4  |
| 1    | 남성 합창: 왕의 칙령으로 잠들다 「Ruhend von seinen Taten」               | Andante maestoso e con moto   | 다장조     | 4/4  |
| 2    | 남성 합창: 어둡게 변한 숲 「Auf dunkelm in finstern Hainen wandelten」    | Allegro con brio              | 다단조     | 4/4  |
| 3    | 승리의 행진곡                                                             | Feurig und stolz              | 사장조     | 4/4  |
| 4    | 여성 합창: 천진함이 꽃을 뿌린 곳 「Wo die Unschuld Blumen streute」       | Andante con moto all'Ongarese | 가장조     | 2/4  |
| 5    | 멜로 드라마 (슈테판왕): 당신에게는 조국이 있다 「Du hast dein Vaterland」 | Vivace                        | 라장조     | 4/4  |
| 6    | 합창: 새롭게 빛나는 태양 「Eine neue strahlende Sonne」                   | Vivace                        | 바장조     | 6/8  |
| 7    | 멜로 드라마 (슈테판왕): 고귀한 헝가리인들이여! 「Ihr edlen Ungarn!」      | Maestoso con moto             | 라장조     | 4/4  |
| 8    | 종교적 행진곡 「Geistlicher Marsch」                                      | Moderato                      | 내림나장조 | 2/2  |
| 8    | 합창과 멜로드라마: 우리 왕 만세 「Heil unserm Könige!」                   | Allegro vivace e con brio     | 내림나장조 | 4/4  |
| 9    | 마지막 합창: 만세, 우리 자손 만세 「Heil! Heil unsern Enkeln」            | Presto                        | 라장조     | 4/4  |